# Aniceto
Aniceto est un prénom masculin.

## Sens et origine du prénom
- Aniceto est une variante d'Anicet.
- Equivalent féminin : Anicette, assez rare.
- Anicet se fête le 17 avril.

## Prénom de personnes célèbres et fréquence
- Aniceto est un prénom très rare. Il a été donné 3 fois au XXe siècle, tous les trois la même année, en 1966[1].

### Personnalités portant ce prénom
- Pour l'ensemble des articles sur les personnes portant ce prénom, consulter :
  - la liste des articles dont le titre commence par ce prénom
  - les listes produites par Wikidata : Liste des personnes de prénom « Aniceto » — même liste en incluant les éventuels prénoms composés qui contiennent « Aniceto ».